# Страшидлє
Страшидлє (пол. Straszydle) — село в Польщі, у гміні Любеня Ряшівського повіту Підкарпатського воєводства.
Населення — 1908 осіб (2011).

## Етнографія
Лінгвісти зараховували українців даної місцевості до замішанців — проміжної групи між лемками і надсянцями.

## Історія
У 1929 р. в село перевезли костел з сусідньої Любені.
Українці-грекокатолики села поступово зазнавали процесів латинізації та подальшої полонізації, ще до Першої світової війни належали до парафії Близенька Короснянського деканату.
Після Другої світової війни село опинилось на теренах ПНР.
У 1975-1998 роках село належало до Ряшівського воєводства.

## Демографія
Демографічна структура станом на 31 березня 2011 року:
|          | Загалом | Допрацездатний вік | Працездатний вік | Постпрацездатний вік |
| -------- | ------- | ------------------ | ---------------- | -------------------- |
| Чоловіки | 938     | 192                | 637              | 109                  |
| Жінки    | 970     | 193                | 545              | 232                  |
| Разом    | 1908    | 385                | 1182             | 341                  |